# Куртымка
Куртымка (в верховьях Левая Куртымка) — река в Чусовском городском округе Пермского края, приток Койвы. Истоки северо-восточнее посёлка Всесвятская, высота истока 302 м над уровнем моря, основное направление течения — на юг. Основной приток — Правая Куртымка, после слияния с которой река получает название собственно Куртымка. Впадает в Койву справа, в 6,2 км от её устья. Длина реки 15 км.

## Данные водного реестра
По данным государственного водного реестра России, река относится к Камскому бассейновому округу, бассейн реки Кама, подбассейн — Кама до Куйбышевского водохранилища (без бассейнов рек Белой и Вятки), водохозяйственный участок реки — Чусовая от в/п пгт. Кын до устья. Код объекта в государственном водном реестре — 10010100712111100011320.